# Ramon Guzmán i Martorell
Ramon Guzmán i Martorell (Peníscola, 22 de gener de 1909 - Barcelona, 1 d'abril de 1954) fou un futbolista català dels anys 1920 i 1930. Va ser internacional amb la selecció catalana i amb la selecció espanyola.

## Trajectòria

El FC Barcelona, guanyador de la Copa del Rei de 1928. Drets: Forns (entr.), Mas, Castillo, Llorens, Walter, Guzmán, Carulla i Platko. Asseguts: Piera, Sastre, Samitier, Arocha i Sagi.

Debutà amb el FC Barcelona a les acaballes de la temporada 1927-28, disputant 16 partits i disputant la cèlebre triple final de Copa d'Espanya de Santander davant la Reial Societat. La següent temporada es proclamà campió de la primera lliga espanyola, disputant 11 dels 18 partits de la competició, debutant el dia 7 d'abril de 1929 enfront del RCD Espanyol amb victòria blaugrana per 1 a 0. La temporada 1929-30 disputà 42 partits oficials, la 1930-31 26, la 1931-32 19, la 1932-33 14, la 1933-34 13 i la 1934-35 22, i fou baixa al club el 1935. Aquest any fitxà pel RCD Mallorca com a jugador-entrenador, on romangué fins al 1940.
Fou tres cops internacional amb la selecció espanyola l'any 1930, enfrontant-se a Txecoslovàquia, Itàlia i Portugal. També jugà amb la selecció de Catalunya.
La temporada 1941-42 fou entrenador del FC Barcelona, essent substituït el gener de 1942 per Joan Josep Nogués.
Va morir l'any 1954 a l'edat de 47 anys, per una aturada cardíaca mentre disputava un partit de futbol en homenatge al jugador Mariano Martínez Rini al Camp de Les Corts.

## Palmarès
FC Barcelona
- Lliga espanyola: 1928-29
- Copa espanyola: 1927-28
- Campionat de Catalunya: 1929-30, 1930-31, 1931-32, 1934-35